# 张伟 (1973年)
张伟（1973年9月—），江苏南京人，中华人民共和国外交官，现任中华人民共和国驻贝宁共和国特命全权大使。2002年12月，加入中国共产党。

## 生平
1996年，张伟毕业于北京外国语大学法语系法语专业，进入中华人民共和国外交部工作，先后在外交部新干班、驻马里大使馆、外交部非洲司、外交部办公厅任职。2012年，任驻马赛总领事馆副总领事。2014年，任驻法国大使馆参赞。2017年，职级升为副司级。2018年5月，任外交部副司级干部。10月，挂职河北省唐山市副市长。2021年，任驻马达加斯加大使馆公使衔参赞。2024年11月，出任中华人民共和国驻贝宁大使。